# Jiří Adamíra
Jiří Adamíra (n. 2 aprilie 1926, Dobrovice⁠(d), Republica Socialistă Cehă, Cehoslovacia – d. 14 august 1993, Praga, Cehia) a fost un actor ceh de teatru, film, radio și televiziune. Adamíra și-a început cariera de actor de teatru în sezonul 1945–1946 și din 1946 până în 1950 a lucrat sub conducerea regizorului de teatru Jiří Dalík. Ulterior, a apărut în 21 de filme de cinema între 1952 și 1989 și în 22 de seriale de televiziune. A obținut cel mai mare succes pe scena teatrului.
A fost căsătorit cu actrița Hana Maciuchová⁠(d).

## Biografie
A absolvit liceul din Praga-Vršovice⁠(d) și Școala Tehnică Secundară din Smíchov⁠(d). În timpul celui de-Al Doilea Război Mondial, a jucat în trupe de teatru de amatori.
A apărut în mai multe filme cinematografice, producții de televiziune și seriale, dar a obținut cel mai mare succes pe scena teatrului. A început să joace în teatru în sezonul 1945–1946. În anii 1950 a debutat în cinematografie. 
A jucat la Teatrul de Stat din Ostrava (acum, în cehă: Národní divadlo moravskoslezské⁠(d); NDM) între 1952 și 1962. S-a alăturat apoi Teatrului Švanda din Smíchov, Praga (în cehă: Švandovo divadlo na Smíchově), unde a lucrat din 1962 până în 1990. Aici a creat zeci de roluri caracteristice, a căror trăsătură comună a fost capacitatea de a portretiza tipul intelectualului modern, aristocrat, care rezistă banalității prin noblețe și ironie. A apărut, de exemplu, în rolul titular din Richard al III-lea de Shakespeare sau ca Pelops în piesa Curtea lui Pelops de Jaroslav Vrchlický⁠(d).
În 1964 a jucat în filmul istoric al lui Zbyňek Brynych …a pátý jezdec je Strach (...iar al cincilea călăreț este Frica), inspirat de o povestire de Hana Maciuchová⁠(d) Bez krásy, bez límce (Nici frumusețe, nici guler). Filmul este o poveste dramatică a unui medic evreu care trăiește perioada protectoratului ca pe un vis teribil.
Jiří Adamíra a fost adesea distribuit în producții și seriale de televiziune - de exemplu, Byl jednou jeden dům (A fost odată o casă, 1974) sau Panoptikum města pražského (Panopticul orașului Praga, 1988).
Datorită vocii sale cultivate și captivante, este cunoscut și pentru rolurile sale de dublaj sau recitări artistice. Jiří Adamíra a fost laureat al premiului de stat și în 1989 a fost numit artist emerit. În 1989 a apărut în filmul de comedie Sfârșitul vremurilor vechi, regizat de Jiří Menzel
A avut mai multe roluri la Teatrul Național, unde s-a alăturat în 1990 și a lucrat până la moartea sa.
În 1990–1993 a lucrat ca profesor la Facultatea de Teatru a Academiei de Arte din Praga (în cehă: Divadelní fakulta Akademie múzických umění v Praze). 
Din căsătoria lui Jiří Adamíra cu actrița Ljuba Benešová (primul ei soț a fost actorul Josef Langmiler) s-a născut fiul Marek Adamíra, care este medic, specializat în chirurgie cardiovasculară și lucrează la centrul IKEM din Praga.

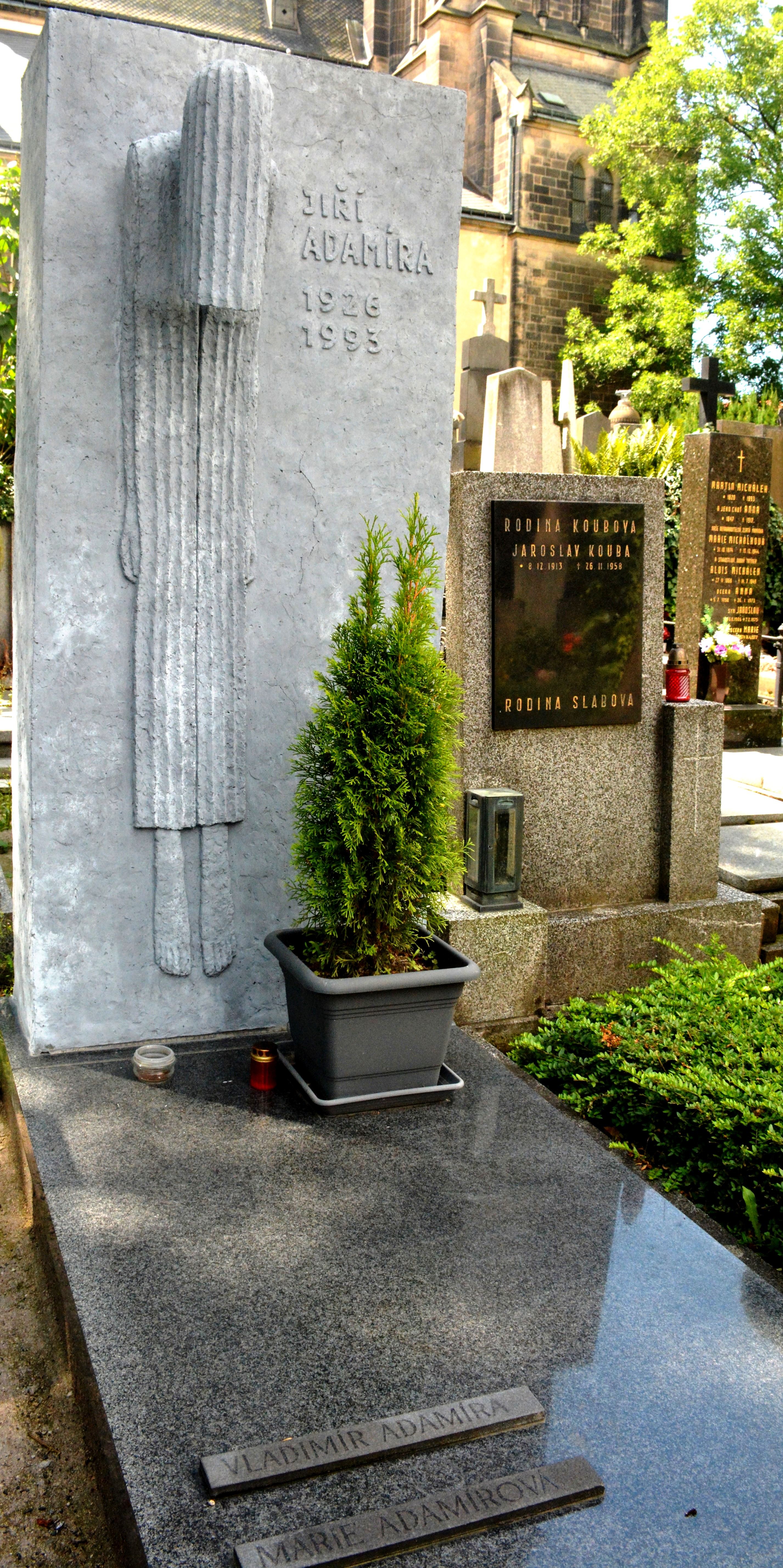
Mormântul lui Jiří Adamíra din Cimitirul Vyšehrad

Jiří Adamíra a murit de cancer la coloana vertebrală la 14 august 1993, la 67 de ani. Locul de odihnă al lui Jiří Adamíra este în cimitirul Vyšehrad din Praga.
Martin Kubala a produs, în 2006, un documentar TV de scurtmetraj despre viața sa, Jiří Adamíra, actor.

## Filmografie (selecție)
- ... a pátý jezdec je Strach[8]
- Jeden z nich je vrah
- Podezření
- Modlitba pro Kateřinu Horowitzovou
- Příběh lásky a cti
- Božská Ema
- Nevěsta k zulíbání
- Oldřich a Božena
- Hra v oblacích
- Lev s bílou hřívou
- Poločas štěstí
- Stíhán a podezřelý
- 30 případů majora Zemana (serial TV)[19]
- Dobrodružství kriminalistiky (serial TV)[20]

În română
- Valul verde (1982), regia Václav Vorlíček - domnul Reichenberger
- Sfârșitul vremurilor vechi (1989), regia Jiří Menzel - Kotera